# كرة السلة في ألعاب البحر الأبيض المتوسط 2009
مسابقة كرة السلة في ألعاب البحر الأبيض المتوسط 2009 عقدت بين الفترة 27 يونيو و4 يوليو 2009 ويشارك في البطولة 8 منتخبات.
| البطولة | الذهبية  | الفضية   | البرونزية |
| ------- | -------- | -------- | --------- |
| رجال    | صربيا ‏   | اليونان ‏ | تركيا ‏    |
| سيدات   | إيطاليا ‏ | صربيا ‏   | صربيا ‏    |